# Medaglia di benemerenza per i Pionieri dell'Aeronautica
La medaglia di benemerenza per i Pionieri dell'Aeronautica fu istituita dal Regno d'Italia con Regio decreto n. 429 del 1941, allo scopo di dare un attestato di benemerenza nazionale a coloro che per primi avevano prestato la loro opera per la conquista del cielo.
La benemerenza fu istituita dopo che con il Regio decreto n. 2369 del 1925, la Fratellanza «Pionieri dell'Aeronautica» era stata eretta in ente morale.

## Conferimento
Il Ministro Segretario di Stato per l'aeronautica conferiva la medaglia e rilasciava il relativo brevetto ai Pionieri iscritti nell'Albo ufficiale dell'associazione «Pionieri dell'Aeronautica», in base alle proposte inoltrate dall'associazione stessa, che dovevano essere corredate dell'attestato di iscrizione nell'Albo ufficiale dei Pionieri dell'Aeronautica.
La medaglia poteva essere concessa alla memoria.

## Insegne
La medaglia ha il diametro di 34 millimetri e reca:
sul rectol'insegna dei Pionieri e la vista di un aerostato, di un dirigibile e di un aeroplano contornati dalla dicitura «Pionieri dell'Aeronautica»;
sul versoall'intorno il motto: «primi per auras» e inciso il nome di colui al quale era stata concessa la medaglia con l'indicazione della data del fatto che ha dato luogo alla qualifica di Pioniere.
Anche se il provvedimento istitutivo prevedeva l'argento la medaglia originale fu coniata in zama argentata.
La medaglia era è sostenuta da un nastro di seta azzurro avente nel centro un palo rosso di 11 millimetri che a sua volta ha, nel proprio centro, un palo nero di 3,5 millimetri. 
Il nastrino poteva essere portato sul petto in luogo della medaglia.
All'atto del conferimento il Ministro Segretario di Stato per l'aeronautica rilasciava un brevetto indicante il nome del decorato con l'autorizzazione a fregiarsi della medaglia.
Il Ministero dell'aeronautica curava la pubblicazione, con inserzione nel proprio Foglio d'ordini, dei singoli conferimenti della benemerenza e ne dava comunicazione al Comune di nascita del decorato, il Comune aveva l'obbligo di portare a conoscenza della popolazione la concessione con apposita affissione nell'albo pretorio, con l'iscrizione in eventuali  pubblicazioni e con ogni altro mezzo ritenuto opportuno.